# オランダ関係記事の一覧
オランダ関係記事の一覧（オランダかんけいきじのいちらん）は、オランダに関連した記事を50音順に並べたもの。

## 英数字・記号
- .nl
- ABCD包囲網
- DAF（DAFトラック）
- SPAR

## あ行
- アイントホーフェン空港
- アークフライ
- ピーター・アーツ
- アムステルダム
- アムステルダム市営交通会社
- アムステルダム・アレナ
- アヤックス・アムステルダム
- アルバ
- アングロ・サクソン人
- エダムチーズ
- マウリッツ・エッシャー
- デジデリウス・エラスムス
- エールディヴィジ
- 欧州共同体
- 欧州連合
- 小野伸二
- ハンス・オフト
- オラニエ＝ナッサウ家
- オランダ
- オランダ・インドネシア円卓会議
- オランダ海軍艦艇一覧
- オランダ海上帝国
- オランダ語
- オランダ高速鉄道
- オランダ総督
- オランダ鉄道
- オランダの河川一覧
- オランダの空港の一覧
- オランダの交通
- オランダの国歌
- オランダの国旗
- オランダの戦艦建造計画
- オランダの内閣（英語版）
- オランダの湖一覧
- オランダの薬物政策
- オランダのユーロ硬貨
- オランダの歴史
- オランダ東インド会社
- オランダプロサッカーリーグ ⇒ エールディヴィジ
- オランダ領アンティル
- オランダ領東インド

## か行
- カラード
- 極東国際軍事裁判
- ヨハン・クライフ
- パトリック・クライファート
- フーゴー・グローティウス
- 国際刑事裁判所
- 国際司法裁判所
- ゴーダチーズ
- コーヒーショップ (オランダ)
- 国内交通料金収受システム (オランダ)
- ゴッホ美術館

## さ行
- ショッキング・ブルー
- ジン (蒸留酒)
- 水球女子オランダ代表
- スキポール空港
- ヤープ・スタム
- ストロープワッフル
- バールーフ・デ・スピノザ
- フランク・セードルフ
- ゾイデル海開発

## た行
- エドガー・ダーヴィッツ
- ダーメン・グループ
- タリス
- ダルファー
- ウィレム・デ・クーニング
- デ・ステイル
- デ・ゼーヴェン・プロヴィンシェン
- ユージン・デュポア
- デルタ計画
- デルフト
- ドゥープ
- ユーゴー・ド・フリース
- トラム (アムステルダム)
- トラム (ユトレヒト)
- トランサヴィア

## な行
- ナインチェ・プラウス
- 日蘭関係
- ネッドカー
- ネーデルラント
- ネーデルラント継承戦争
- ネーデルラント17州
- ネーデルラント連合王国
- ネーデルラント連邦共和国

## は行
- ルトガー・ハウアー
- ハーグ市営交通会社
- ハーグ陸戦条約
- バタヴィア共和国
- ポール・バーホーベン
- フランス・ハルス
- ヘンリー・ヒュースケン
- フィンセント・ファン・ゴッホ
- ラファエル・ファン・デル・ファールト
- シモン・ファン・デル・メール
- ヨハネス・ディーデリク・ファン・デル・ワールス
- ヤコブス・ヘンリクス・ファント・ホッフ
- ルート・ファン・ニステル ローイ
- マルコ・ファン・バステン
- レンブラント・ファン・レイン
- ヤーコプ・ファン・ロイスダール
- フィリップス
- フェイエノールト
- ヨハネス・フェルメール
- フィリップ・フランツ・フォン・シーボルト
- アンネ・フランク
- フランク王国
- ブルゴーニュ領ネーデルラント
- ディック・ブルーナ
- フローニンゲン・エールデ空港
- ヘメーンテ (オランダ)
- ベネルクス3国
- デニス・ベルカンプ
- クリスティアーン・ホイヘンス
- ヒエロニムス・ボス
- ホラント王国

## ま行
- マウリッツハイス美術館
- マーストリヒト
- マーストリヒト・アーヘン空港
- マーティンエアー
- ミモレット
- メトロ (アムステルダム)
- ウィレム・メンゲルベルク
- ピエト・モンドリアン

## や行
- ビム・ヤンセン
- ヤン・ヨーステン
- ヨーロッパ

## ら行
- ライン川
- 蘭学
- ランドスタット鉄道
- レーウェンフック
- レンブラント・ファン・レイン
- ロイヤル・コンセルトヘボウ管弦楽団
- ロッテルダム
- ロッテルダム空港
- ロッテルダム電鉄

## わ行
- ワークシェアリング
- ワッセナー合意